# پانزدهم مه (شهر)
پانزدهم مه (به عربی: ۱۵ مایو) یک شهر در مصر است که در استان قاهره واقع شده‌است.